# 백원초등학교
백원초등학교는 대한민국 경상북도 상주시에 있는 공립 초등학교이다.

## 학교 연혁
- 1949년 9월 1일 외서국민학교 백원분교장
- 1952년 11월 30일 백원국민학교 승격 인가
- 1953년 4월 15일 백원국민학교 개교

## 참고 자료
- 백원초등학교 - 한국교육학술정보원 학교알리미